# Ă
Ă (gemenform: ă) är den latinska bokstaven A med det diakritiska tecknet brevis över. 

## Rumänska och moldaviska
Ă är den tredje bokstaven i det rumänska och moldaviska alfabetet. Den uttalas /ə/ (som e i slutet av svenska ord t.ex. pojke). Ă bör inte förväxlas med Â, en annan rumänsk bokstav som uttalas /ɨ/.

## Vietnamesiska
I vietnamesiska är Ă den andra bokstaven i alfabetet. Den uttalas /a/ och har fem olika toner:
- Ằ ằ
- Ắ ắ
- Ẳ ẳ
- Ẵ ẵ
- Ặ ặ